# Botvid (martyr)
Pour les articles homonymes, voir Botvid.
Saint Botvid est un missionnaire chrétien actif en Suède au XIe et au début du XIIe siècle.

## Biographie
Botvid, qui est né dans le Södermanland, en Suède, effectue un voyage commercial en Angleterre où il entre en contact avec le christianisme et se convertit. Botvid est renvoyé comme missionnaire en Suède par Siegfried de Suède, avec David de Munktorp et Eskil de Tuna. Les trois missionnaires prêchent principalement dans le Södermanland et le Västmanland, dans la région du lac Mälar. Selon la légende, Botvid est tué d'un coup de hache alors qu'il fait du bateau près de Rågö, dans l'archipel du Södermanland. Botvid est enterré dans l'église de Salem (Salems kyrka) vers 1120, ce qui a fait de cette église un lieu de pèlerinage.

## Botvid dans la culture populaire
Botvid est représenté sur le sceau et les armoiries de la municipalité de Botkyrka, où il porte une hache et un poisson. Botkyrka est un mot suédois qui signifie "l'église de Botvid". Botvid est, avec Eskil de Tuna l'un des saints gardiens du Södermanland.
Botvid est associé à la source de Saint Botvid (Sankt Botvids källa), une source artésienne dont l'eau s'écoule sous sa propre pression. La source est située à l'extrémité sud-est du lac Bornsjöns, dans la commune de Salem, dans le comté de Stockholm. Selon la légende, lorsque la dépouille de saint Botvid est transportée à l'église de l'actuelle Botkyrka, le cercueil est temporairement déposé près de la rive du lac Bornsjön, où une source jaillit. Elle continue à fournir de l'eau claire jusqu'à ce jour.